# Alla älskar Alice
Alla älskar Alice is een Zweedse film uit 2002, geregisseerd door Richard Hobert. 

## Verhaal
De ouders van Alice gaan scheiden, omdat de vader van Alice een relatie met een collega heeft. Alice en haar nieuwe stiefbroer doen er alles aan om deze relatie te laten mislukken, en dat lijkt in eerste instantie nog te gaan lukken ook.

## Rolverdeling[1]
| Acteur                  | Personage        | Opmerking          |
| ----------------------- | ---------------- | ------------------ |
| Lena Endre              | Anna             |                    |
| Mikael Persbrandt       | Johan Lindberg   | vader van Alice    |
| Marie Richardson        | Lotta Lindberg   | moeder van Alice   |
| Natalie Björk           | Alice Lindberg   | Hoofdrol           |
| Bisse Unger             | Pontus Lindberg  | broertje van Alice |
| Marie Göranzon          | Sonya Iversen    |                    |
| Sverre Anker Ousdal     | Henry Iversen    |                    |
| Hege Schøyen            | Tina             |                    |
| Anastasios Soulis       | Patrik           |                    |
| Per Svensson            | Erik             |                    |
| Mathilda Lundblom       | Hanna            |                    |
| Li Lundblom             | Moa              |                    |
| Marcus Ardai-Blomberg   | Anton            |                    |
| Janine DiVita           | Sally            |                    |
| Tijuana Ricks           | Mrs. Kempner     |                    |
| Fernando Malvar-Ruiz    | Maestro Molina   |                    |
| Mackenzie Wareing       | Stephanie        |                    |
| Evelyn Manchester       | Elise            |                    |
| Joseph Cardoso          | Jimmy            |                    |
| Desi Mulcahy            | Abby - secretary |                    |
| Wade Mylius             | Monty            |                    |
| Sejal Shah              | Doctor           |                    |
| Fernando Mateo Jr.      | Mr. Hardy        |                    |
| Luke George Gardone     | Kid              |                    |
| Antonio Manuel Nicholas | Leo              |                    |
| Wayne Wilson            | ABC Coach        |                    |
| Daniel Passer           | Faculty #1       |                    |
| Rooter Wareing          | Priest           |                    |
| Benjamin P. Wenzelberg  | Himself          | alleen stem        |